# King George V Gardens
King George V Gardens ist eine Grünanlage in Castries, St. Lucia.
Der Park liegt am Nordostrand des Stadtzentrums, nur wenige Meter östlich von Castries Market. Er wird begrenzt von den Straßen Darling Road im Westen und Calvary Road im Norden und Osten, sowie der Pansee Road, einer Zufahrt der Holy Trinity Anglican Church im Süden.
Des Park ist ausgestattet mit einer Statue zu Ehren von Charles Eugene de La Croix, Marquis de Castries, nach dem Castries benannt ist. Benannt ist der Park nach König Georg V. (1865–1936).